# Liste der Monuments historiques in Vieux-Mesnil
Die Liste der Monuments historiques in Vieux-Mesnil führt die Monuments historiques in der französischen Gemeinde Vieux-Mesnil auf.

## Liste der Objekte
| Bezeichnung                           | Beschreibung                             | Standort                       | Kennzeichnung | Schutzstatus | Datum | Bild |
| ------------------------------------- | ---------------------------------------- | ------------------------------ | ------------- | ------------ | ----- | ---- |
| Kanzelkorb                            | Eichenholz, 19. Jahrhundert              | in der Kirche St-Martin (Lage) | PM59004610    | Inscrit      | 1981  |      |
| Skulptur Der heilige Michael zu Pferd | Holz, polychrom gefasst, 17. Jahrhundert | in der Kirche St-Martin (Lage) | PM59004609    | Inscrit      | 1981  |      |